# Ísak Ólafsson
Ísak Ólafsson (Keflavík, 30 de junio de 2000) es un futbolista islandés que juega en la demarcación de centrocampista para el FH Hafnarfjörður de la Úrvalsdeild Karla.

## Selección nacional
Tras jugar en la selección de fútbol sub-16 de Islandia, la sub-17, la sub-19 y en la sub-21, finalmente el 29 de mayo de 2021 hizo su debut con la selección absoluta en un encuentro amistoso contra México que finalizó con un resultado de 2-1 a favor del combinado mexicano tras un doblete de Hirving Lozano para México, y un autogol de Edson Álvarez para Islandia.

## Clubes
| Club                 | País      | Año       | Partidos | Goles |
| -------------------- | --------- | --------- | -------- | ----- |
| Keflavík ÍF          | Islandia  | 2017-2019 | 73       | 5     |
| SønderjyskE Fodbold  | Dinamarca | 2019-2021 | 5        | 0     |
| Keflavík ÍF (cedido) | Islandia  | 2021      | 6        | 0     |
| Esbjerg fB           | Dinamarca | 2021-2024 | 54       | 3     |
| FH Hafnarfjörður     | Islandia  | 2024-     | 25       | 1     |